# Les Rita Mitsouko
Les Rita Mitsouko fue un grupo francés formado en el año 1980. Era un dúo de autores, compositores e intérpretes de pop-rock compuesto por Catherine Ringer y Frédéric Chichin. El grupo llegó a su final con la muerte en 2007 de Chichin. Ringer por su parte, continúa con una carrera en solitario a raíz de unos conciertos que realizó en el 2008.

## Biografía
Catherine Ringer y Frédéric Chichin se enamoran durante el año 1979. Realizan algunos conciertos con la bailarina argentina Marcia Moretto, que morirá más tarde debido a un cáncer. El dúo comienza a darse a conocer en lugares diversos como la Fábrica Pali-Kao, lugar alternativo único en Belleville, con algunas versiones de artistas como David Bowie, The Velvet Underground y otros, aunque también componiendo sus primeras obras originales. Su look es como su música, original y pasado de moda, anoraks fluorescentes o bolsas de plástico «Félix Potin» forman parte de su vestuario y llaman la atención.
El nombre de «Rita Mitsouko» fue elegido para hacer ver sus referencia musicales extremadamente variadas; Rita por la música sudamericana, y por la actriz de culto Rita Hayworth, y «Mitsouko» es un apellido japonés cuya primera parte «Mitsu» puede interpretarse como Secreto. Por otro lado, «Mitsouko» es igualmente el nombre de un perfume de Guerlain. Al principio se hacían llamar simplemente «Rita Mitsouko», se bautizaron como «Les Rita Mitsouko» a partir del 1985, cuando se dieron cuenta de que muchos pensaban que el nombre del grupo era el nombre de la cantante.
Finalmente, publicaron algunos sencillos en la discográfica Virgin, seguidos del álbum Rita Mitsouko del cual fue extraído el éxito del año 1985: Marcia Baila, en honor a Marcia Moretto, pieza new wave cuyo videoclip fue dirigido por Philippe Gautier, así como el videoclip Andy. Es el comienzo del éxito público, cuando los grandes éxitos musicales empiezan a surgir: C'est comme ça, Les Histoires d'A. Jean-Baptiste Mondino dirige sus videoclips, Jean-Luc Godard dirige la película Soigne ta droite en 1987 que gira en torno a la grabación del álbum The No Comprendo. El grupo llega a la cima de la fama.
El dúo mantuvo durante 25 años, tanto en los discos como en el escenario, la imagen de una pareja creativa y enérgica, de una gran originalidad que no se tomaba en serio y exploradora de todas las corrientes musicales, interesándose tanto en el punk, el new wave, el hip hop o el jazz que reinventaban sin complejos.
Después de casi diez años sin publicar ningún trabajo original, decidieron sacar a la venta Cool frénésie en el 2002, un trabajo electrónico que contiene variados estilos; desde el pop más electrónico de Cool frénésie, hasta la balada Dis-moi des mots, en la que participó Jean Néplin de quién producirían en el 2002 Le paradis bleu des cœurs couronnés en el que se prestaron como colaboradores, pasando por el trip-hop, sin nada que envidiar a Portishead, de Fatigué d'être fatigué. En este álbum incluyeron una canción titulada Cétait un homme que Ringer dedicó a su padre, Sam Ringer, deportado durante la Segunda Guerra Mundial.
En agosto del 2006, Catherine Ringer anunció en France Inter que el grupo había grabado una canción con Serj Tankian, cantante de System of a Down. La canción se incluiría en Variéty publicado en el 2007 y llevaba por título Terminal beauty. Según una entrevista al grupo System of a Down en el plató de Taratata, esta canción fue escrita para transcribir la tristeza que les inspiraban las modelos, por su aspecto físico esquelético.
En septiembre del 2006, participaron en la creación del espectáculo Les Noces de l'Enfant-Roi, creación de Alfredo Arias presentada en Versailles en el marco del festival Fêtes de nuit de Versailles. Catherine Ringer ya había trabajado en solitario con Alfredo Arias, representando y cantando en el papel principal de Concha Bonita en el 2002.
Su último álbum, Variéty, coproducido por Mark Plati, fue publicado en la discográfica Because Music el 23 de abril de 2007. Una versión en inglés, Variety fue publicada en julio. Comenzó entonces una gira europea de festivales, donde fue grabado el último álbum en directo; en el festival Rock en Seine en París el sábado 23 de abril de 2007, que los llevó a tocar en España, Alemania, Suiza e Italia.
El 8 de octubre de 2007 fue publicado un EP compuesto de seis canciones llamado The eye EP en la discográfica Because Music.
En noviembre de 2007, Les Rita Mitsouko suspendieron una parte de su gira por el estado de salud de Fréderic Chinchin. Así, que el 13 de noviembre Catherine Ringer tuvo que salir sola al escenario del Olympia. El 28 de noviembre de 2007 por la mañana, Frédéric Chinchin muere, a los 53 años, de un cáncer fulminante diagnosticado dos meses antes. El grupo debía tocar esa misma tarde en el Olympia.
Catherine Ringer retomó a partir del 14 de marzo de 2008 la gira interrumpida por la desaparición de Fred Chinchin, con el grupo que habían formado para el disco Variéty. Esta girá se llevará a cabo, sobre todo, en el festival Printemps de Bourges, así como en el Olympia el 12 de mayo de 2008.
La historia de Les Rita Mitsouko finaliza en Francia después de los conciertos que tuvieron por título «Catherine Ringer chante Les Rita Mitsoulo and more» el 21 y 22 de julio de 2008 en La Cigale, última fecha de la gira comenzada en marzo del 2008.
El 27 de julio de 2008, Catherine Ringer realiza el último concierto de la gira Variéty en el Métropolis de Montreal, en el marco de las francofolies.

## Discografía

### Álbumes

#### De estudio
- 1984: Rita Mitsouko.
- 1986: The No Comprendo.
- 1988: Marc & Robert.
- 1993: Système D.
- 2000: Cool Frénésie.
- 2002: La Femme trombone.
- 2007: Variéty (edición francesa y edición inglesa).

#### Álbumes en directo
- 1996: Acoustiques, en directo grabado en un concierto privado para la cadena de televisión francesa M6.
- 2004: En concert avec l'Orchestre Lamoureux, en directo y con canciones del grupo y versiones de otros artistas (Léo Ferré, Charles Trenet, Neil Young ou Serge Gainsbourg).
- 2008: Catherine Ringer chante les Rita Mitsouko and more à la Cigale (CD/DVD).

#### Otros
- 1990: Re, álbum de remezclas.
- 1999: Emmaüs Mouvement (Disco aniversario de los 50 años del movimiento Emmaüs) - Tírulo : Le juste prix, recopilatorio.
- 2001: Bestov, recopilatorio.
- 2007: The Eye - More Variety, EP

### Singles
- Minuit dansant / Don't Forget the Nite,
- Restez avec moi, Marcia baila (extraídos de Rita Mitsouko).
- Andy / Un soir, un chien, C'est comme ça (canción incluida en Guitar Hero de forma descargable), Les histoires d'A (extraídos de The No Comprendo).
- Mandolino City, Singing in the Shower (avec Sparks), Tongue Dance, Le Petit Train (extraídos de Marc & Robert).
- Hip Kit, Don't Forget the Nite (extraídos de Re).
- Y'a d'la haine, Les Amants, Femme d'affaires (extraídos de Système D).
- Riche (dúo con Doc Gynéco, extraídos de Acoustiques), adaptación de If I Were a Rich Man.
- Cool Frénésie, Alors C'est Quoi, Femme de Moyen-Age (extraídos de Cool Frénésie).
- Triton, Sasha, Tu Me Manques (extraídos de La Femme trombone).
- Communiqueur d'Amour, Ding Dang Dong, Même Si; L'Ami Ennemi (extraídos de Variéty).

## Premios
- [1987 : Grand Prix de l'Académie Charles-Cros
- 1987 : Victoires de la musique del mejor álbum por The no comprendo y del mejor clip por C'est comme ça
- 1990 : Bus d'Acier por su obra.
- 1994 : Clip del año en los MTV Europe Music Awards por Y'a d'la haine.
- 2001 : Premio Roger-Seiller del grupo francés (premio de Primavera de la SACEM).